# FK Sarajevo
Pour les articles homonymes, voir FKS.
Maillots
Actualités
Le Fudbalski klub Sarajevo ou FK Sarajevo (cyrillique : Фудбалски клуб Сарајево ; français : Club de football de Sarajevo) est un club de football professionnel bosnien basé à Sarajevo, la capitale de la Bosnie-Herzégovine et est l'un des clubs les plus titrés du pays.
Fondé avec le soutien de la Ligue communiste de Bosnie-Herzégovine, le FK Sarajevo entretient une grande rivalité avec l'autre club de la ville, le NK Zeljeznicar Sarajevo, dans le cadre du derby de Sarajevo.
Fondé le 24 octobre 1946, le FK Sarajevo était le club le plus titré de la république socialiste de Bosnie-Herzégovine dans l'ex-RFS de Yougoslavie, remportant deux titres de Première Ligue yougoslave, terminant deuxième à deux autres reprises et se classant 6e dans le tableau de tous les temps de cette compétition.
Aujourd'hui, le FK Sarajevo est l'un des membres les plus éminents de la Premijer Liga (Première ligue de Bosnie-Herzégovine) , où il a remporté cinq championnats de Bosnie , huit Coupes de Bosnie et une Supercoupe de Bosnie . De plus, le club a terminé deuxième du championnat national à sept reprises. Il est classé premier dans le tableau de tous les temps de la Premier Ligue de Bosnie-Herzégovine et est le représentant le plus en vue du pays dans les compétitions européennes. Le FK Sarajevo est le club de football le plus populaire du pays, avec le FK Željezničar, avec qui il partage une forte rivalité qui se manifeste dans le derby de Sarajevo, également connu sous le nom de derby éternel (Vječiti derbi). Le capteur principal du club est Meridian.
Le club joue ses matches à domicile au stade Asim Ferhatović Hase, du nom du légendaire attaquant du club Asim Ferhatović . Le stade a une capacité de 34 500 places et est le plus grand du pays.

## Historique
- 1946 : fondation du club
- 1967 : 1re participation à une Coupe d'Europe (C1, saison 1967-1968)

## Histoire

### Origines
Le FK Sarajevo a été créé le 24 octobre 1946 à la suite d'une fusion entre les clubs de football locaux de Sarajevo Udarnik (Vanguard) et Sloboda (Liberty). Le club est apparu pour la première fois sur la scène sportive yougoslave en 1946 sous le nom de SD Torpedo qui représentait un hommage à Torpedo Moscou. Le premier président du club nouvellement fondé était Safet Džinović, tandis que les postes de vice-présidents ont été attribués respectivement à Vojo Marković et Alojz Stanarević. De plus, Josip Bulat a été nommé manager. L'équipe nouvellement formée, qui a hérité des résultats et du classement de la ligue d'Udarnik, a été rejointe par des joueurs sélectionnés d'Udarnik et de Sloboda. À savoir, Hodžić, Vlajičić, Šarenkapa, Pauković, Fizović, Konjević, Radović, Viđen et Mustagrudić du premier, et Mantula , Glavočević, Tošić, Pecelj, Novo, Strinić, Đ. Lovrić et Alajbegović de ce dernier. L'équipe a disputé son premier match le 3 novembre 1946. Une autre assemblée historique a eu lieu le 5 octobre 1947 lorsqu'il a été décidé, sur proposition du rédacteur en chef du quotidien populaire Oslobođenje, Mirko Ostojić, que le nom du club serait changé en SDM Sarajevo, avant qu'il ne soit finalement changé pour le nom actuel en 1949. En septembre 1948, SDM Sarajevo a été rejoint par la légende du football yougoslave Miroslav Brozović, qui a apporté un niveau d'expérience largement nécessaire à la nouvelle équipe. Le natif de Mostar portait auparavant le maillot noir et blanc du FK Partizan, ainsi que le capitaine de l' équipe nationale yougoslave . Brozović s'est vu offrir le poste de joueur-manager qu'il a accepté, se concentrant sur la promotion de l'équipe en Première Ligue yougoslave. Le FK Sarajevo est entré pour la première fois dans la Première Ligue yougoslave de haut vol après avoir éliminé le club de Belgrade Sloga. Ils ont fait match nul 3:3 à Novi Sad, mais a ensuite remporté le deuxième match 5:1 à Sarajevo. L'équipe a été reléguée après sa première saison en Première Ligue, mais a été promue au premier rang en 1950. Dès lors, le FK Sarajevo a disputé toutes les saisons de la Première Ligue, à l'exception de 1957 à 1958. Le premier avant-goût du club européen les compétitions ont commencé au cours des années 1960 lorsqu'il a participé à la Coupe Mitropa 1960  et à la Coupe des Balkans 1961–63 , tandis que la première compétition européenne sérieuse à laquelle le club a participé était la Coupe Intertoto 1962–63.

### Champions de Yougoslavie - Percée bosniaque
Jusqu'au titre de première ligue yougoslave de Sarajevo, aucun club d'autres républiques de la république fédérative socialiste de Yougoslavie (autre que la RS Serbie et la RS Croatie) n'a jamais remporté cette compétition. Les quatre grands du football SFRJ ont dominé la ligue et la percée bosnienne a finalement eu lieu grâce au FK Sarajevo lors de la saison 1966-67. Avec Sarajevo remportant le titre, ils ont mis fin à une série de huit saisons consécutives de vainqueurs de la RS Serbie (record).

#### Les années 1960: premier championnat
Un joueur clé pour Sarajevo dans leurs premières années était l'attaquant légendaire Asim Ferhatović, surnommé Hase, qui a joué pour le club de 1952 à 1967. En 1963-1964, il a été le meilleur buteur de la Première Ligue avec dix-neuf buts, tandis que le club a terminé quatrième. L'année suivante, le club a terminé deuxième (derrière le Partizan Belgrade). Sarajevo a remporté son premier titre de Première Ligue yougoslave en 1966–67, devenant les premiers champions nationaux de Bosnie-Herzégovine. Sarajevo a commencé la saison historique avec Brozović à la tête du personnel d'entraîneurs. L'équipe a connu un début de rêve avec des victoires consécutives contre le FK Sutjeska Nikšić et ses rivaux de la ville FK Željezničar. Cela a été suivi d'un match nul contre le finaliste de la Coupe d'Europe, le FK Partizan, dans lequel Sarajevo a dilapidé une avance précoce. Avec sept points lors de leurs trois premiers matches, Sarajevo n'était toujours pas considérée comme un favori pour le titre, mais cela devait changer après le retour des garçons de Brozović de la côte dalmate avec une victoire contre Hajduk Split. Quatre jours plus tard, Sarajevo battait le NK Olimpija 2:1 dans un stade de Koševo à guichets fermés. Des victoires durement gagnées contre HNK Rijeka et Crvena Zvezda ont suivi, et à la trêve hivernale, Sarajevo avait remporté 14 de ses 20 premiers matches de championnat, terminant l'année en pole position. L'équipe a ouvert la deuxième partie de la saison à l'extérieurLe Dinamo Zagreb lors des huitièmes de finale de la Coupe de Yougoslavie s'est imposé 1:0 grâce à l' étourdissant Boško Antić . En quarts de finale, Sarajevo a pris le meilleur sur le FK Napreda, mais a finalement perdu en finale de la Coupe contre Hajduk Split, disputée au stade Stari plac le 24 mai. L'équipe est rapidement revenue sur le chemin de la victoire, battant Crvena Zvezda au stade Rajko Mitić 3: 1 avec deux buts d'Antić et un de Prodanović. Une semaine plus tard, l' OFK Beograd a été battu avec la même marge, mais une défaite choc contre le FK Vojvodina à Novi Sada amené le Dinamo Zagreb à égalité de points avec trois matchs à jouer. Le FK Vardar a ensuite été battu grâce à un doublé de Musemić , tandis que le Dinamo a perdu des points à Rijeka. Lors du dernier match de championnat de la saison, Sarajevo a accueilli le NK Čelik devant 30 000 spectateurs et a remporté 5: 2, remportant le premier titre de champion du club.

##### Les 16 derniers de la Coupe d'Europe
Le triomphe de la ligue a qualifié Sarajevo pour la Coupe d'Europe 1967–68 (l'actuelle Ligue des champions de l'UEFA), où ils ont disputé leur premier match nul contre les Chypriotes Olympiakos Nicosia, remportant 5: 3 au total. Au deuxième tour (un tour avant les quarts de finale), Sarajevo a été éliminée 2: 1 au total par les éventuels champions Manchester United d'Angleterre, malgré un match nul et vierge au match aller. Le match aller a été joué devant un public de 40 000 spectateurs et arbitré par l'Italien Francesco Francescon. Le match retour disputé à Old Trafford s'est terminé par une controverse après que le ballon soit sorti des limites avant que les hôtes ne marquent leur deuxième but. Les joueurs notables de Sarajevo à cette époque comprenaientBoško Antić , Mirsad Fazlagić , Vahidin Musemić , Fahrudin Prljača et Boško Prodanović .
Peu de temps après avoir remporté son premier titre de champion yougoslave, le FK Sarajevo a connu une période de stagnation générale. L'équipe est entrée dans la saison 1967/68 en tant que favoris pour le titre, mais la campagne s'est avérée être un désastre complet. Les marrons-blancs, dirigés par l'ancien joueur Franjo Lovrić, n'ont pas réussi à entrer dans la course au championnat dans l'espoir de défendre le titre, terminant seulement 7e. La direction du club a rapidement nommé Munib Saračević manager pour la saison 1968/69, mais cette décision s'est également avérée infructueuse. L'équipe a conclu la campagne décevante 11e au classement de la ligue. Lors de la fenêtre de transfert de janvier 1971, six membres de la génération gagnante du championnat, dont Boško Prodanović , Anđelko Tešanet Fahrudin Prljača , ont quitté le club tandis que trois autres ont suivi en juillet de la même année, dont le joueur vedette Boško Antić . La saison suivante a apporté de l'espoir avec l'équipe entrant dans la trêve hivernale pour décrocher la première place, mais ne réussissant qu'à terminer 7e à la fin de la saison. La saison 1973/74 a amené une poignée de nouveaux joueurs, dont la future légende du club Želimir Vidović et l'ancien attaquant de l'étoile rouge de Belgrade et du Bayern Munich Dušan Jovanović. De plus, la même année, Safet Sušić, 18 ans, a rejoint le club en provenance de Krivaja Zavidovići et allait être l'un des principaux catalyseurs du deuxième passage majeur du club au sommet du football yougoslave dans les années à venir. Il est important de noter que tout ce que le FK Sarajevo a pu rassembler au cours des onze premières saisons après avoir remporté le titre en 1967 était une 6e place en championnat, deux 7e place en championnat et un 1/4 de finale en Yougoslavie. Coupe en 1976/77. Cette même année, le club a à peine conservé sa place au premier rang avec un avantage de deux points sur le relégué Napredak Kruševac. La saison 1978/79 a cependant apporté une bouffée d'air frais aux fans de Sarajevo, l'équipe terminant 4e derrière Hajduk Split, le Dinamo Zagreb et l'étoile rouge de Belgrade, et ce faisant, a annoncé les choses à venir.

#### Les années 1980: Deuxième championnat
Safet Sušić a représenté le club pendant près d'une décennie avant de rejoindre le PSG . Il a dirigé la Bosnie-Herzégovine lors de la Coupe du monde de football 2014.
Sarajevo a connu une deuxième période réussie entre 1978 et 1985, dirigée par le duo d'attaquants Predrag Pašić  - Safet Sušić , qui s'est imposé parmi les tandems les plus prolifiques de l'histoire du football yougoslave et bosniaque. Predrag Pašić surnommé "Paja" était un ailier ou un attaquant et avait émergé dans les rangs des jeunes du club, avant de jouer pour Sarajevo jusqu'à son transfert au VfB Stuttgart après la saison victorieuse du titre en 1985. D'autre part, Sušić surnommé " Pape" a occupé les postes de meneur de jeu et de milieu offensif, et a porté le maillot blanc bordeaux de 1973 à 1982, date à laquelle il a rejoint le Paris Saint-Germain FC.En 1978-1979, Sušić a marqué 15 buts et a été nommé joueur de la saison alors que Sarajevo a terminé quatrième. L'année suivante, les 17 buts de Sušić l'ont aidé à conserver son titre de joueur de l'année, mais il a également été co-meilleur buteur de la ligue.
Le 4 mai 1980, lors du 23e tour de la Première Ligue yougoslave 1979-1980 au stade Koševo lors du match entre Sarajevo et Osijek, la nouvelle a éclaté de la mort du président yougoslave Josip Broz Tito. Le jeu était verrouillé à 1–1. Plus tard, une chanson du groupe local Zabranjeno Pušenje a dédié une partie de la chanson "Nedelja kad je otisao hase" à ce triste événement. Le club est arrivé deuxième cette saison-là, à sept points de l'étoile rouge de Belgrade, se qualifiant donc pour la Coupe UEFA 1980-1981. Sarajevo a été éliminé au premier tour par la puissance allemande Hamburger SV, qui a gagné 7: 5 au total. Sarajevo est revenu en Coupe UEFA en 1982–83 (après avoir terminé quatrième lors de la Première Ligue yougoslave 1981–82), battant le Slavia Sofia bulgare 6: 4 au premier tour et le club roumain du FC Corvinul Hunedoara 8: 4 au deuxième, grâce à une victoire 4-0 à domicile au match retour. Au troisième tour (16 derniers), Sarajevo a perdu son match aller 6: 1 contre le club belge RSC Anderlecht, et malgré sa victoire au match retour 1: 0, a été éliminé par les champions éventuels. Sarajevo a également atteint la finale de la Coupe yougoslave cette saison-là, perdant 3: 2 contre le Dinamo Zagreb à Belgrade. Sarajevo a remporté son deuxième titre de champion en 1984-1985, terminant avec quatre points d'avance sur Hajduk Split. La nouvelle saison de championnat n'a pas commencé de manière spectaculaire pour Sarajevo, mais au fur et à mesure que la saison se poursuivait, l'équipe a continué à gagner du terrain et a pris la première place en route vers la trêve hivernale. Les garçons de Boško Antić n'ont pas commencé la deuxième partie de la saison sur une note positive, ne remportant que deux points sur leurs trois premiers matches. Leur principal rival Hajduk Split a également commencé la deuxième partie de la saison du mauvais pied, ne remportant qu'un seul de leurs trois premiers matches, ce qui a maintenu Sarajevo au-dessus d'un point. L'équipe d'Antić a ensuite battu Sloboda et fait match nul contre le Dinamo Zagreb et Željezničar, avant de se rendre à Split pour le match crucial contre Hajduk. Un stade Poljud plein à craquer assiste à un match nul 0-0 qui a assuré l'avantage d'un point de Sarajevo sur l'équipe croate. La course au titre s'est finalement limitée aux blancs marrons et à l'équipe dalmate, avec des victoires durement remportées des deux côtés. À trois matches de l'arrivée, Hajduk s'est assuré une route confortable sur Rijeka, tandis que Sarajevo a connu une période beaucoup plus difficile à Novi Sad face à Vojvodina ; les hôtes sont sortis de l'impasse après seulement deux minutes de jeu. Heureusement pour le grand nombre de supporters itinérants, les hommes de Boško Antić ont pu égaliser à dix minutes de la pause grâce à un effort de Jakovljević, et finalement arracher la victoire à sept minutes du temps grâce à une volée phénoménale du bord de la surface de Slaviša Vukićević. Les blancs marrons avaient maintenant besoin de cinq points lors de leurs trois derniers matches pour décrocher le titre. Une victoire de routine 3:0 sur l'Iskra a été suivie d'un match difficile contre Vardar à Skopje qui s'est soldé par un match nul 2:2, après que les hôtes eurent gagné 2:0 juste avant la mi-temps. Tout se résumait au dernier match de championnat contre l'étoile rouge de Belgrade, disputé dans un stade Koševo à guichets fermés, où les blancs marrons n'avaient besoin que d'un point pour décrocher mathématiquement le titre. Musemić a ouvert le score à la 23e minute et Jakovljević a doublé l'avance de Sarajevo à quinze minutes de la fin. Les visiteurs ont réussi à en retirer un grâce à Boško Gjurovski à la 85e minute, mais c'était trop peu trop tard. Les célébrations ont commencé, Sarajevo avait remporté son deuxième titre de champion de Yougoslavie. Le triomphe a qualifié le club pour le premier tour de la Coupe d'Europe 1985-1986, où ils ont perdu de manière choquante les deux jambes face au côté finlandais Kuusysi Lahti. Ce résultat est toujours considéré comme le pire de Sarajevo dans les grandes compétitions européennes. La génération gagnante du championnat comprenait Husref Musemić, Faruk Hadžibegić, Davor Jozić, Dragan Jakovljević, Miloš Đurković, Predrag Pašić, Mirza Kapetanović, Slaviša Vukićević, Zijad Švrakić, Senad Merdanović et Mehmed Janjoš.

##### Dernières années en Yougoslavie
L'ancien milieu de terrain de Sarajevo Vladimir Petković est l'entraîneur de la Suisse depuis 2014.
Le FK Sarajevo est entré dans une période mouvementée après avoir décroché son deuxième titre de champion de Yougoslavie. Trois membres majeurs de l'équipe gagnante du championnat ont quitté l'équipe à l'été 1985. L'attaquant vedette Husref Musemić a rejoint l'étoile rouge de Belgrade. Faruk Hadžibegić a rejoint l'équipe espagnole du Real Betis. Le capitaine de l'équipe Predrag Pašić a rejoint le VfB Stuttgart en Bundesliga. La direction du club, à la recherche de remplaçants, s'est tournée vers les jeunes joueurs des équipes de niveau inférieur, faisant venir Bernard Barnjak, Vladimir Petkovićet Zoran Ljubicic. Même si l'équipe a commencé la saison sur une note positive, elle a terminé une décevante 15e à la fin de la saison 1985/86, évitant la relégation grâce à une différence de buts supérieure à celle de l' OFK Beograd relégué . La saison suivante s'est à nouveau terminée par une finition modeste, alors que le nouveau manager Denijel Pirić a mené l'équipe à une décevante 13e place au classement de la ligue. D'autres départs ont suivi à la fin de la saison lorsque Miloš Đurković a rejoint Beşiktaş, Muhidin Teskeredžić a déménagé à Sturm Graz, Davor Jozić a rejoint l' équipe de Série A AC Cesena, Zijad Švrakić a été transféré à Adana Demirspor et Branko Bošnjak a rejoint le NK Olimpija . Les deux saisons suivantes ont de nouveau apporté des finitions de ligue médiocres alors que les blancs marrons ont conclu les campagnes respectives aux 13e et 14e places, évitant à peine la relégation à chaque fois. Comme lors des saisons précédentes, une poignée de joueurs ont quitté le club pendant le mercato estival, Slaviša Vukićević partant pour Créteil, le gardien Enver Lugušić rejoignant Konyaspor et Dragan Jakovljević rejoignant le FC Nantes. Sur une note positive, la saison 1989/90 a vu le retour du favori des fans Husref Musemić, qui avait passé la saison précédente à jouer pour l'équipe écossaise Hearts. Ses neuf buts en 26 apparitions n'ont guère amélioré les résultats de la ligue, car l'équipe a de nouveau conclu la campagne à la 13e place, ainsi qu'une sortie précoce en Coupe de Yougoslavie après une défaite face aux vairons macédoniens de troisième division, le FK Sileks . La saison 1990/91 a vu Fuad Muzurović être de nouveau nommé directeur après une absence de dix ans. De plus, le gardien soviétique Aleksei Prudnikov a été amené de Velež Mostar, devenant ainsi le premier joueur étranger de l'histoire du club. L'équipe a pu conclure la saison à la 11e place, battant l'étoile rouge de Belgrade dans un match crucial et marquant, quelques jours seulement après que l'équipe de Belgrade a remporté la Coupe d'Europe. La saison 1991/92 a été marquée par la désintégration de la Yougoslavie et a été par la suite abandonnée par les côtés slovènes, croates et bosniaques. Le football a été brusquement arrêté en Bosnie-Herzégovine pendant la durée de la guerre qui durerait quatre ans. Les joueurs notables du FK Sarajevo dans la période d'avant-guerre étaient Miloš Nedić, Dragan Jakovljević, Boban Božović, Dane Kuprešanin et Dejan Raičković .

### Ces dernières années
Depuis l'indépendance de la Bosnie, le club a remporté 11 titres nationaux, dont 5 en Premier League de Bosnie-Herzégovine. De plus, le club a atteint le stade des barrages/tour final de qualification pour les compétitions européennes à 4 reprises, une fois pour l'UCL (contre le Dynamo Kyiv) et trois pour l'UEL (contre le CFR Cluj, le Borussia Mönchengladbach et le Celtic).

#### Guerre et indépendance
La guerre de Bosnie au début des années 1990 a mis fin au football de compétition sur le territoire et, par conséquent, le FK Sarajevo est devenu un club de tournée en 1993, sous la direction de Fuad Muzurović, avec des joueurs tels qu'Elvir Baljić, Almir Turković, Senad Repuh et Mirza Varešanović , tous futurs joueurs de l'équipe nationale de Bosnie-Herzégovine . De nombreux supporters du club, dont le tristement célèbre Horde Zla, ont rejoint l' armée de la république de Bosnie-Herzégovine.et a combattu pendant la guerre. Le FK Sarajevo a joué un certain nombre de matchs amicaux pendant cette période, comme la désormais célèbre victoire 4-1 sur la force locale de maintien de la paix de l'ONU en 1994, un match nul 1-1 contre le Parma FC lors d'une tournée en Italie et une victoire 3-1 sur l' équipe nationale iranienne à Téhéran.
En 1994-1995, le tout premier championnat de Bosnie-Herzégovine a eu lieu. Sarajevo est arrivé premier de sa ligue à six équipes à Jablanica et a terminé deuxième de la dernière étape de la ligue à Zenica, derrière le club local Čelik . Sarajevo a de nouveau terminé deuxième de Čelik en 1996–97 (de deux points), mais a battu le club basé à Zenica lors de la finale de la Coupe et de la Super Coupe. La Coupe a été conservée l'année suivante, et bien qu'elle ait terminé troisième de la ligue, Sarajevo a été finaliste en raison des barrages. Il n'y a pas eu de barrages en 1998–99; le titre a été donné à Sarajevo mais il ne compte pas.
En 2004, Safet Sušić, qui a joué au FK Sarajevo de 1973 à 1982, a été élu meilleur joueur bosnien des 50 dernières années lors des Jubilee Awards de l'UEFA. Sarajevo a été finaliste de la Premier League de Bosnie-Herzégovine en 2006–07, mais a remporté son deuxième titre la saison suivante, battant Zrinjski Mostar de trois points. Sarajevo a été un habitué des qualifications de la Ligue Europa au XXIe siècle, mais n'a pas encore atteint les phases de groupes. À l'arrière de leur titre de champion 2006-07 sous la direction de Husref Musemić, Sarajevo a joué en UEFA Champions League pour la première fois dans son format actuel. Ils ont battu les champions maltais Marsaxlokk FC 6:0 à l'extérieur lors de leur premier match, gagnant finalement 9:1 au total. Le deuxième tour a vu Sarajevo battre les Belges du KRC Genk aux buts à l'extérieur en raison d'une victoire 2: 1 à l'extérieur au match aller, bien que le club ait été éliminé lors des barrages pour la phase de groupes de la compétition par les champions ukrainiens Dynamo Kiev qui a gagné 4:0 au total. Le club a fait le tour des barrages de la Ligue Europa 2009–10 et a affronté le CFR Cluj mais a perdu 3–2 au total. L'équipe a battu le Spartak Trnava et Helsingborgpour accéder au tour des play-offs.

#### L'ère Vincent Tan - une injection financière
Vincent Tan vaut environ 1,6 milliard de dollars américains (2014).
Vincent Tan, un homme d'affaires malaisien et propriétaire du club de championnat Cardiff City, a acheté le FK Sarajevo fin 2013 en s'engageant à investir 2 millions de dollars dans le club. Dans le cadre de l'accord, Cardiff coopérera avec le FK Sarajevo, échangeant des joueurs et participant à une académie de football, encore à créer, qui, selon Tan, attirerait de nouveaux talents. Sous la direction de Tan, le club a recruté des joueurs de qualité comme Miloš Stojčev, Džemal Berberović et Nemanja Bilbija qui ont aidé le club à remporter la Coupe de Bosnie 2013-2014, leur premier argenterie depuis sa victoire en Premier League en 2006-07. Avant le triomphe de la Coupe, Robert Jarni a été nommé nouveau manager du club en décembre 2013 par Tan, mais a été rapidement démis de ses fonctions après seulement 4 mois de mandat (le 7 avril 2014, alors que l'équipe était encore en demi-finale de la Coupe de Bosnie) en raison du fait que l'équipe n'a pas réussi à conserver ses chances de remporter le titre de champion national au cours des dernières étapes de la saison 2013-14. Le FK Sarajevo a disputé un match amical contre le Cardiff City FC U21 de Tan, gagnant 4–1. En Ligue Europa 2014-15, le FK Sarajevo a éliminé le FK Haugesund et Atromitos pour se qualifier pour le tour des barrages, où il a perdu contre l'équipe allemande du Borussia Mönchengladbach. Le 17 juillet 2014, Tan a présenté des promesses d'aide de 255 000 € chacune à deux hôpitaux de Doboj et Maglaj pendant la pause de la mi-temps du match de qualification de la Ligue Europa entre Sarajevo et le club norvégien Haugesund au stade olympique de Sarajevo. L'argent récolté serait utilisé pour acheter et donner du matériel médical indispensable aux deux hôpitaux. En juin 2014, Tan a fait un don personnel de 114 000 €, tandis que le peuple de Malaisie a collecté un total de 169 000 € pour le fonds de secours contre les inondations en Bosnie. En mai 2014, les pluies et les inondations les plus fortes en 120 ans ont frappé la Bosnie et la région environnante. Les zones les plus touchées ont été les villes de Doboj et Maglaj, qui ont été coupés du reste du pays lorsque les inondations ont inondé toutes les routes principales. Les dommages causés par les glissements de terrain et les inondations ont été estimés à des centaines de millions d'euros et vingt-quatre personnes ont perdu la vie. Le coût de la catastrophe, selon un responsable, pourrait dépasser celui de la guerre de Bosnie. Le 5 août 2014, Sarajevo a signé un accord de coopération avec le club bosniaque de troisième niveau NK Bosna Visoko, par lequel Sarajevo prêtera ses jeunes talentueux à l' équipe basée à Visoko et aura des droits de premier achat sur tous les joueurs de Bosna. L'accord a été signé par Adis Hajlovac et Mirza Laletović au nom de Bosna, et Abdulah Ibraković au nom de Sarajevo. L'accord nomme de facto Bosna l' équipe ferme du club . Le 26 septembre 2014, le manager Dženan Uščuplić a été démis de ses fonctions de manager de la première équipe et a été transféré à l'académie des jeunes. Le 30 septembre 2014, l'ancien attaquant de l'équipe nationale de Barcelone, de la Real Sociedad et de la Bosnie-Herzégovine Meho Kodro a été nommé entraîneur. Le 24 février 2015, Sarajevo a signé un accord de parrainage général de trois ans et demi avec Turkish Airlines, qui a été qualifié de plus lucratif de l'histoire du sport professionnel bosniaque. Le 21 avril, après de mauvais résultats en championnat, le club a limogé Kodro et a de nouveau nommé Dženan Uščuplić manager jusqu'à la fin de la saison. Le 30 mai, l'équipe a battu Sloboda Tuzla lors du dernier match de la saison, remportant ainsi le titre de champion après une sécheresse de huit ans. La prochaine saison était turbulente pour le club. Après qu'Uščuplić ait quitté son poste, l'ancien entraîneur du Partizan et du CSKA Sofia, Miodrag Ješić, a pris la barre, pour être limogé après une série de résultats décevants, Almir Hurtić menant l'équipe à une décevante 4e place en championnat. Le 29 août 2016, après une nouvelle série de mauvais résultats au début de la saison 2016-17, Hurtić a été limogé et Mehmed Janjoš a été nommé entraîneur.

#### Le renouveau national du club
Depuis mars 2019, le FK Sarajevo est dirigé par l'homme d'affaires vietnamien Nguyễn Hoài Nam et le PVF Investment and Trading, JSC (Fonds de promotion des talents vietnamiens du football FC ) .
Le club a remporté des titres consécutifs en Bosnie sous les entraîneurs Husref Musemić et Vinko Marinović ; les saisons 2018-19 et 2019-2020 de la Premier League bosniaque et un triomphe en Coupe de Bosnie 2018-19 également.

### récapitulatif de l'histoire
Le FK Sarajevo était le seul grand club de football fondé par les autorités yougoslaves d'après- guerre dans la ville de Sarajevo. Le club est entré dans la Première Ligue yougoslave lors de la saison 1948-1949 et a finalement participé à toutes les saisons sauf deux au niveau supérieur. Après que la Bosnie-Herzégovine a obtenu son indépendance de la Yougoslavie, le FK Sarajevo est devenu l'un des plus grands ambassadeurs du pays, partant pour une grande tournée mondiale pendant la guerre de Bosnie dans le but d'obtenir un soutien international pour la cause du pays.

## Bilan sportif

### Palmarès
- Championnat de Bosnie-Herzégovine (5) :
  - Champion : 1998-99, 2006-07, 2014-15, 2018-19, 2019-20
  - Vice-champion : 2020-21

- Coupe de Bosnie-Herzégovine (8) :
  - Vainqueur : 1996-1997, 1997-98, 2001-02, 2004-05, 2013-14, 2018-19, 2020-21, 2024-25
  - Finaliste : 1998-99, 2000-01, 2016-17, 2021-22

- Supercoupe de Bosnie-Herzégovine (1) :
  - Vainqueur : 1996-97
  - Finaliste : 1998-99, 1999-00

- Championnat de Yougoslavie (2) :
  - Champion : 1966-67, 1984-85

- Coupe de Yougoslavie
  - Finaliste : 1966-67, 1982-83

### Bilan européen

#### Bilan
| Compétition              | P  | M  | V  | N  | D  | BP  | BC  | Diff. |
| ------------------------ | -- | -- | -- | -- | -- | --- | --- | ----- |
| Ligue des champions (C1) | 6  | 18 | 5  | 2  | 11 | 24  | 26  | -2    |
| Ligue Europa (C3)        | 17 | 60 | 21 | 13 | 26 | 85  | 112 | -27   |
| Ligue Conférence (C4)    | 4  | 10 | 2  | 4  | 4  | 8   | 15  | -7    |
| Total                    | 27 | 88 | 28 | 19 | 41 | 117 | 153 | -36   |

#### Résultats
Légende
- Victoire ou qualification pour le tour suivant.
- Match nul.
- Défaite ou élimination de la compétition.

Note : dans les résultats ci-dessous, le score du club est toujours donné en premier.
| Saison                                              | Compétition                                | Tour                                       | Club                                       | Domicile                                   | Extérieur                                  | Total                                      |
| Représentant de la Yougoslavie (1967-1992)          | Représentant de la Yougoslavie (1967-1992) | Représentant de la Yougoslavie (1967-1992) | Représentant de la Yougoslavie (1967-1992) | Représentant de la Yougoslavie (1967-1992) | Représentant de la Yougoslavie (1967-1992) | Représentant de la Yougoslavie (1967-1992) |
| --------------------------------------------------- | ------------------------------------------ | ------------------------------------------ | ------------------------------------------ | ------------------------------------------ | ------------------------------------------ | ------------------------------------------ |
| 1967-1968                                           | Coupe des clubs champions                  | Premier tour                               | Olympiakos Nicosie                         | 3 - 1                                      | 2 - 2                                      | 5 - 3                                      |
| 1967-1968                                           | Coupe des clubs champions                  | Deuxième tour                              | Manchester United                          | 0 - 0                                      | 1 - 2                                      | 1 - 2                                      |
| 1980-1981                                           | Coupe UEFA                                 | Premier tour                               | Hambourg SV                                | 3 - 3                                      | 2 - 4                                      | 5 - 7                                      |
| 1982-1983                                           | Coupe UEFA                                 | Premier tour                               | Slavia Sofia                               | 4 - 2                                      | 2 - 2                                      | 6 - 4                                      |
| 1982-1983                                           | Coupe UEFA                                 | Deuxième tour                              | Corvinul Hunedoara                         | 4 - 0                                      | 4 - 4                                      | 8 - 4                                      |
| 1982-1983                                           | Coupe UEFA                                 | Troisième tour                             | RSC Anderlecht                             | 1 - 0                                      | 1 - 6                                      | 2 - 6                                      |
| 1985-1986                                           | Coupe des clubs champions                  | Premier tour                               | Kuusysi Lahti                              | 1 - 2                                      | 1 - 2                                      | 2 - 4                                      |
| Représentant de la Bosnie-Herzégovine (depuis 1992) |                                            |                                            |                                            |                                            |                                            |                                            |
| 1998-1999                                           | Coupe UEFA                                 | Tour préliminaire                          | Germinal Ekeren                            | 0 - 0                                      | 1 - 4                                      | 1 - 4                                      |
| 2001-2002                                           | Coupe UEFA                                 | Tour préliminaire                          | CS Marítimo                                | 0 - 1                                      | 0 - 1                                      | 0 - 2                                      |
| 2002-2003                                           | Coupe UEFA                                 | Tour préliminaire                          | Sigma Olomouc                              | 2 - 1 ap                                   | 1 - 2                                      | 3 - 3 (5 - 3 tab)                          |
| 2002-2003                                           | Coupe UEFA                                 | Premier tour                               | Beşiktaş JK                                | 0 - 5                                      | 2 - 2                                      | 2 - 7                                      |
| 2003-2004                                           | Coupe UEFA                                 | Tour préliminaire                          | Sartid Smederevo                           | 1 - 1                                      | 0 - 3                                      | 1 - 4                                      |
| 2006-2007                                           | Coupe UEFA                                 | Premier tour Q                             | FC Rànger's                                | 3 - 0                                      | 2 - 0                                      | 5 - 0                                      |
| 2006-2007                                           | Coupe UEFA                                 | Deuxième tour Q                            | Rapid Bucarest                             | 1 - 0                                      | 0 - 2                                      | 1 - 2                                      |
| 2007-2008                                           | Ligue des champions                        | Premier tour Q                             | Marsaxlokk FC                              | 3 - 1                                      | 6 - 0                                      | 9 - 1                                      |
| 2007-2008                                           | Ligue des champions                        | Deuxième tour Q                            | KRC Genk                                   | 0 - 1                                      | 2 - 1                                      | 2E - 2                                     |
| 2007-2008                                           | Ligue des champions                        | Troisième tour Q                           | Dynamo Kiev                                | 0 - 1                                      | 0 - 3                                      | 0 - 4                                      |
| 2007-2008                                           | Coupe UEFA                                 | Premier tour                               | FC Bâle                                    | 1 - 2                                      | 0 - 6                                      | 1 - 8                                      |
| 2009-2010                                           | Ligue Europa                               | Deuxième tour Q                            | Spartak Trnava                             | 1 - 0                                      | 1 - 1                                      | 2 - 1                                      |
| 2009-2010                                           | Ligue Europa                               | Troisième tour Q                           | Helsingborg IF                             | 2 - 1 ap                                   | 1 - 2                                      | 3 - 3 (5 - 4 tab)                          |
| 2009-2010                                           | Ligue Europa                               | Barrages Q                                 | CFR Cluj                                   | 1 - 1                                      | 1 - 2                                      | 2 - 3                                      |
| 2011-2012                                           | Ligue Europa                               | Deuxième tour Q                            | Örebro SK                                  | 2 - 0                                      | 0 - 0                                      | 2 - 0                                      |
| 2011-2012                                           | Ligue Europa                               | Troisième tour Q                           | Sparta Prague                              | 0 - 2                                      | 0 - 5                                      | 0 - 7                                      |
| 2012-2013                                           | Ligue Europa                               | Premier tour Q                             | Hibernians FC                              | 5 - 2                                      | 4 - 4                                      | 9 - 6                                      |
| 2012-2013                                           | Ligue Europa                               | Deuxième tour Q                            | Levski Sofia                               | 3 - 1                                      | 0 - 1                                      | 3 - 2                                      |
| 2012-2013                                           | Ligue Europa                               | Troisième tour Q                           | Zeta Golubovci                             | 2 - 1                                      | 0 - 1                                      | 2 - 2E                                     |
| 2013-2014                                           | Ligue Europa                               | Premier tour Q                             | AC Libertas                                | 1 - 0                                      | 2 - 1                                      | 3 - 1                                      |
| 2013-2014                                           | Ligue Europa                               | Deuxième tour Q                            | FK Kukës                                   | 0 - 0                                      | 2 - 3                                      | 2 - 3                                      |
| 2014-2015                                           | Ligue Europa                               | Deuxième tour Q                            | FK Haugesund                               | 0 - 1                                      | 3 - 1                                      | 3 - 2                                      |
| 2014-2015                                           | Ligue Europa                               | Troisième tour Q                           | Atromitos FC                               | 1 - 2                                      | 3 - 1 ap                                   | 4 - 3                                      |
| 2014-2015                                           | Ligue Europa                               | Barrages Q                                 | Borussia Mönchengladbach                   | 2 - 3                                      | 0 - 7                                      | 2 - 10                                     |
| 2015-2016                                           | Ligue des champions                        | Deuxième tour Q                            | Lech Poznań                                | 0 - 2                                      | 0 - 1                                      | 0 - 3                                      |
| 2017-2018                                           | Ligue Europa                               | Premier tour Q                             | Zaria Bălți                                | 2 - 1 ap                                   | 1 - 2                                      | 3 - 3 (5 - 6 tab)                          |
| 2018-2019                                           | Ligue Europa                               | Premier tour Q                             | FC Urartu                                  | 3 - 0                                      | 2 - 1                                      | 5 - 1                                      |
| 2018-2019                                           | Ligue Europa                               | Deuxième tour Q                            | Atalanta Bergame                           | 0 - 8                                      | 2 - 2                                      | 2 - 10                                     |
| 2019-2020                                           | Ligue des champions                        | Premier tour Q                             | Celtic FC                                  | 1 - 3                                      | 1 - 2                                      | 2 - 5                                      |
| 2019-2020                                           | Ligue Europa                               | Troisième tour Q                           | BATE Borisov                               | 1 - 2                                      | 0 - 0                                      | 1 - 2                                      |
| 2020-2021                                           | Ligue des champions                        | Premier tour Q                             | Connah's Quay Nomads                       | N/A                                        | 2 - 0                                      | 2 - 0                                      |
| 2020-2021                                           | Ligue des champions                        | Deuxième tour Q                            | Dinamo Brest                               | N/A                                        | 1 - 2                                      | 1 - 2                                      |
| 2020-2021                                           | Ligue Europa                               | Troisième tour Q                           | Budućnost Podgorica                        | 2 - 1                                      | N/A                                        | 2 - 1                                      |
| 2020-2021                                           | Ligue Europa                               | Barrages                                   | Celtic FC                                  | 0 - 1                                      | N/A                                        | 0 - 1                                      |
| 2021-2022                                           | Ligue Europa Conférence                    | Premier tour Q                             | Milsami Orhei                              | 0 - 1                                      | 0 - 0                                      | 0 - 1                                      |
| 2023-2024                                           | Ligue Europa Conférence                    | Premier tour Q                             | Torpedo Koutaïssi                          | 1 - 1 ap                                   | 2 - 2                                      | 3 - 3 (2 - 4 tab)                          |
| 2024-2025                                           | Ligue Conférence                           | Premier tour Q                             | FK Aktobe                                  | 2 - 3 ap                                   | 1 - 0                                      | 3 - 3 (4 - 3 tab)                          |
| 2024-2025                                           | Ligue Conférence                           | Deuxième tour Q                            | Spartak Trnava                             | 0 - 0                                      | 0 - 3                                      | 0 - 3                                      |
| 2025-2026                                           | Ligue Conférence                           | Deuxième tour Q                            | Universitatea Craiova                      | 2 - 1                                      | 0 - 4                                      | 2 - 5                                      |

## Anciens joueurs
- Safet Sušić
- Faruk Hadžibegić
- Asim Ferhatović
- Ibrahim Biogradlić
- Mirsad Fazlagić
- Svetozar Vujović
- Predrag Pašić
- Ferid Radeljaš (en)
- Slaviša Vukićević (en)
- Franjo Lovrić (en)
- Dobrivoje Živkov (en)
- Predrag Pašić
- Muhamed Alaim (en)